# José Ignacio Calderón
José Ignacio Calderón fue un político peruano. 
Fue elegido diputado por la provincia de Cusco en 1901 durante los gobiernos de Eduardo López de Romaña, Manuel Candamo, Serapio Calderón y José Pardo y Barreda.